# Cora Sadosky

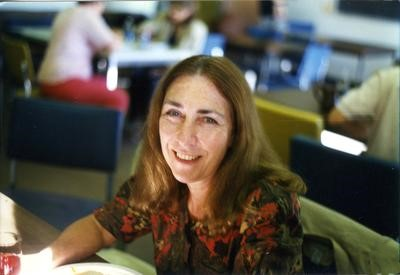
Cora Sadosky

 Cora Susana Sadosky de Goldstein  (* 23. Mai 1940 in Buenos Aires, Argentinien; † 3. Dezember 2010 in Kalifornien) war eine argentinische Mathematikerin und Hochschullehrerin. Sie war Professorin für Mathematik an der Howard University.

## Leben und Werk
Sadosky wurde als Tochter der Mathematikerin Cora Ratto de Sadosky und des Mathematikers Manuel Sadosky geboren. Sie ging in drei verschiedenen Ländern zur Schule und begann mit 15 Jahren das Studium der Physik an der Universität von Buenos Aires. Nach einem Semester wechselte sie das Studienfach und begann Mathematik zu studieren. 1960 erwarb sie ihren Licenciada-Abschluss (vergleichbar mit einem Master-Abschluss in der US-amerikanischen Nomenklatur) und erhielt ein Angebot für eine Forschungsassistenz an der University of Chicago. Sie promovierte 1965 bei Alberto Pedro Calderón mit der Dissertation: Parabolic Singular Integral Operators. Danach kehrte sie nach Argentinien zurück, um den argentinischen Arzt Daniel Goldstein zu heiraten, den sie während seines Studiums der Molekularbiologie an der Yale University kennengelernt hatte und wurde Assistenzprofessorin für Mathematik an der Universität von Buenos Aires.
1966 trat sie gemeinsam mit 400 anderen Fakultätsmitgliedern aus Protest gegen einen Polizeiangriff auf die School of Science zurück. Danach unterrichtete sie ein Semester an der Universidad de la República in Venezuela und wurde dann Assistant Professor an der Johns Hopkins University in Baltimore. 1968 kehrte sie wieder nach Argentinien zurück, bekam dort jedoch keine akademische Position und arbeitete als technische Übersetzerin und Redakteurin. 1974 floh sie erneut aus Argentinien, zog nach Caracas und wechselte an die Fakultät der Universidad Central de Venezuela. Von 1978 bis 1979 forschte sie am Institute for Advanced Study in Princeton, New Jersey. 1980 wurde sie außerordentliche Professorin und 1985 zur ordentlichen Professorin an der Howard University befördert. Sie blieb bis zu ihrer Pensionierung an der Howard University, mit Ausnahme der Forschungsaufenthalte an der Universität von Buenos Aires, dem Institut d'Hautes Etudes Scientifiques in Frankreich und der University of California in Berkeley.
Sie schrieb mehr als fünfzig wissenschaftliche Veröffentlichungen und sie setzte sich aktiv für eine stärkere Beteiligung von Afroamerikanern an der Mathematik ein. Von 1993 bis 1995 war sie Präsidentin der Association for Women in Mathematics (AWM). Sie verstärkte die internationalen Verbindungen und das Engagement der AWM in der Wissenschaftspolitik, insbesondere als Initiatorin der ersten Emmy-Noether-Vorlesung auf einem internationalen Mathematikkongress im Jahr 1994 und als Vertreterin von AWM auf dem internationalen Mathematikkongress im Jahr 1993. Sie war Fellow der American Association for the Advancement of Science und wurde zweimal in den Rat der American Mathematical Society gewählt. Sie war auch Mitglied des Menschenrechtsbeirats des Mathematical Sciences Research Institute.
Nach ihr wurde der AWM-Sadosky-Forschungspreis in Analysis der AWM benannt, der seit 2014 alle zwei Jahre an junge Mathematikerinnen zur Förderung ihrer Karrieren verliehen wird.